# S.A.FR.AR
La société S.A.FR.AR - (Sociedad de Automóviles FRanco ARgentinos) était un  constructeur automobile argentin qui a racheté les ateliers de la société I.A.F.A. - Industriales Argentinos Fabricantes de Automóviles, créée en 1960 pour assembler, sous licence, en Argentine la Peugeot 403 avec des composants livrés en CKD importés de France. Plusieurs irrégularités dans l'importation des composants français a entraîné un scandale judiciaire qui a abouti à l'arrêt de l'activité. L'usine a été fermée en septembre 1964.
En 1965, la production reprend après la création d'une nouvelle société appelée S.A.FR.AR, dont les sociétés Peugeot et Citroën, alors concurrents, sont actionnaires. La première année d'activité, la nouvelle société fabriquera un total de 6.600 exemplaires des deux modèles 403 et 404. La production de la 403 sera abandonnée fin décembre 1965. La Peugeot 404 va recevoir de nombreuses améliorations mécaniques et des investissements sont faits dans l'usine de Berazategui pour augmenter la capacité de production. 
En 1967, le pick-up T4B, dérivé de la 403, est lancé et en 1969 la nouvelle 504 fait aussi son apparition. La 504 représentera une étape importante dans l'industrie automobile de l'Argentine et sa production, après de nombreuses mises à jour, se poursuivra jusqu'en 2000. Au début des années 70, le Pick Up T4B est remplacé par une version nouvelle construite sur la base de la 404. 
En 1980, la société fusionne avec la filiale argentine du géant italien Fiat, Fiat Concord pour créer Sevel Argentina,.

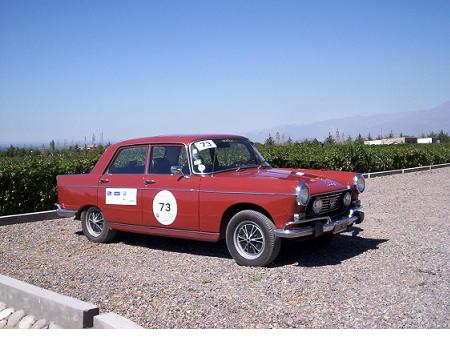
Peugeot 404 GP

## Histogramme
- 1956 : la société I.A.F.A. - Industriales Argentinos Fabricantes de Automóviles est créée et débute l'importation de la Peugeot 403 depuis la France.
- 1960 : les taxes sur les produits manufacturés complets importés devenant prohibitives, I.A.F.A. construit un atelier à Berazategui pour assembler des 403 en CKD importés de France.
- 1962 : lancement de la Peugeot 404.
- 1964 : I.A.F.A. est victime de plusieurs irrégularités dans l'importation des composants français, ce qui entraîne un scandale judiciaire qui aboutit à l'arrêt de l'activité et à la liquidation de la société. L'usine a été fermée en septembre 1964.
- 1965 : constitution d'une nouvelle société S.A.FR.AR. qui reprend l'atelier de I.A.F.A. pour produire et non plus simplement assembler les modèles Peugeot 403 et 404. La version pick-Up de la 403, baptisée T4B, est lancée. La production de la 403 Berline est arrêtée en décembre 1965.
- 1969 : lancement de la Peugeot 504.
- 1973 : lancement de la Peugeot 404 pickup.
- 1977 : lancement des versions diesel GLD et sportive TN (Turismo Nacional) de la 504.
- 1980 : le 28 février Peugeot SAFRAR et Fiat Concord fusionnent pour créer SEVEL Argentina, encouragés par la loi Nº 21.932 de Reconversion de l'Industrie Automobile argentine.
- 1981 : Peugeot veut se retirer d'Argentine et vend une partie de sa participation dans SEVEL à Fiat Concord,
- 1982 : Peugeot vend le reste de ses parts dans SEVEL Argentina au groupe argentin Macri, Fiat vend également une partie de sa participation au groupe Macri,
- 1995 : Fiat vend toutes ses parts dans SEVEL au groupe Macri qui devient l'unique actionnaire de SEVEL Argentina et sa filiale SEVEL Uruguay,
- 1996 : dissolution de la co-entreprise, Fiat crée Fiat Argentina et construit une nouvelle usine ultra moderne et automatisée, Peugeot récupère l'ancienne usine d'El Palomar.
- 1997 : le groupe PSA rachète 15% du capital de SEVEL Argentina au Groupe Macri pour continuer la production des modèles Peugeot et ajouter des modèles Citroën,
- 1998 : la participation de PSA dans SEVEL Argentina atteint 50%,
- 1999 : PSA crée Peugeot-Citroën Argentina. Le 15 décembre 1999, PSA rachète la totalité de SEVEL Argentina,
- 2000 : le 20 février la société SEVEL Argentina est dissoute.